# تشیستا (ناحیه راکوونیک)
تشیستا (به چکی: Čistá) یک منطقهٔ مسکونی در جمهوری چک است که در ناحیه راکوونیک واقع شده‌است.